# Grand Prix Austrii 1976
Grand Prix Austrii 1976 (oryg. Raiffeisen Grosser Preis von Österreich) – 11. runda Mistrzostw Świata Formuły 1 w sezonie 1976, która odbyła się 15 sierpnia 1976, po raz siódmy na torze Österreichring.
14. Grand Prix Austrii, ósme zaliczane do Mistrzostw Świata Formuły 1.
W wyścigu nie brał udziału zespół Ferrari. Wyścig wygrał John Watson, kierowca Penske – było to jedyne zwycięstwo tego zespołu w Formule 1.

## Lista startowa
| Nr | Kierowca                 | Zespół                        | Samochód        | Silnik             | Opony |
| -- | ------------------------ | ----------------------------- | --------------- | ------------------ | ----- |
| 3  | Jody Scheckter           | Elf Team Tyrrell              | Tyrrell P34     | Ford DFV 3.0 V8    | G     |
| 4  | Patrick Depailler        | Elf Team Tyrrell              | Tyrrell P34     | Ford DFV 3.0 V8    | G     |
| 5  | Mario Andretti           | John Player Team Lotus        | Lotus 77        | Ford DFV 3.0 V8    | G     |
| 6  | Gunnar Nilsson           | John Player Team Lotus        | Lotus 77        | Ford DFV 3.0 V8    | G     |
| 7  | Carlos Reutemann         | Martini Racing                | Brabham BT45    | Alfa Romeo 3.0 B12 | G     |
| 8  | Hans-Joachim Stuck       | Martini Racing                | Brabham BT45    | Alfa Romeo 3.0 B12 | G     |
| 9  | Vittorio Brambilla       | Beta Team March               | March 761       | Ford DFV 3.0 V8    | G     |
| 10 | Ronnie Peterson          | Beta Team March               | March 761       | Ford DFV 3.0 V8    | G     |
| 11 | James Hunt               | Marlboro Team McLaren         | McLaren M23     | Ford DFV 3.0 V8    | G     |
| 12 | Jochen Mass              | Marlboro Team McLaren         | McLaren M23     | Ford DFV 3.0 V8    | G     |
| 16 | Tom Pryce                | Shadow Racing                 | Shadow DN5B     | Ford DFV 3.0 V8    | G     |
| 17 | Jean-Pierre Jarier       | Shadow Racing                 | Shadow DN5B     | Ford DFV 3.0 V8    | G     |
| 18 | Brett Lunger             | Durex Team Surtees            | Surtees TS19    | Ford DFV 3.0 V8    | G     |
| 19 | Alan Jones               | Durex Team Surtees            | Surtees TS19    | Ford DFV 3.0 V8    | G     |
| 20 | Arturo Merzario          | Walter Wolf Racing            | Williams FW05   | Ford DFV 3.0 V8    | G     |
| 22 | Hans Binder              | Team Ensign                   | Ensign N176     | Ford DFV 3.0 V8    | G     |
| 24 | Harald Ertl              | Penthouse Rizla Racing        | Hesketh 308D    | Ford DFV 3.0 V8    | G     |
| 26 | Jacques Laffite          | Ligier Gitanes                | Ligier JS5      | Matra 3.0 V12      | G     |
| 28 | John Watson              | Citibank Team Penske          | Penske PC4      | Ford DFV 3.0 V8    | G     |
| 30 | Emerson Fittipaldi       | Copersucar-Fittipaldi         | Fittipaldi FD04 | Ford DFV 3.0 V8    | G     |
| 32 | Loris Kessel             | RAM Racing                    | Brabham BT44B   | Ford DFV 3.0 V8    | G     |
| 33 | Lella Lombardi           | RAM Racing with Lavazza       | Brabham BT44B   | Ford DFV 3.0 V8    | G     |
| 34 | Hans-Joachim Stuck       | March Racing                  | March 761       | Ford DFV 3.0 V8    | G     |
| 38 | Henri Pescarolo          | Team Norev / B&S Fabrications | Surtees TS19    | Ford DFV 3.0 V8    | G     |
| 39 | Alessandro Pesenti-Rossi | Scuderia Gulf Rondini         | Tyrrell 007     | Ford DFV 3.0 V8    | G     |
| Nr | Kierowca                 | Zespół                        | Samochód        | Silnik             | Opony |

## Wyniki

### Kwalifikacje
| P  | Nr | Kierowca                 | Konstruktor(-silnik) | Opony | Czas     | Odstęp   | Strata   |
| -- | -- | ------------------------ | -------------------- | ----- | -------- | -------- | -------- |
| 1  | 11 | James Hunt               | McLaren-Ford         | G     | 1:35,020 | -        | -        |
| 2  | 28 | John Watson              | Penske-Ford          | G     | 1:35,840 | 0:00,820 | 0:00,820 |
| 3  | 10 | Ronnie Peterson          | March-Ford           | G     | 1:36,340 | 0:00,500 | 0:01,320 |
| 4  | 6  | Gunnar Nilsson           | Lotus-Ford           | G     | 1:36,460 | 0:00,120 | 0:01,440 |
| 5  | 26 | Jacques Laffite          | Ligier-Matra         | G     | 1:36,520 | 0:00,060 | 0:01,500 |
| 6  | 16 | Tom Pryce                | Shadow-Ford          | G     | 1:36,560 | 0:00,040 | 0:01,540 |
| 7  | 9  | Vittorio Brambilla       | March-Ford           | G     | 1:36,590 | 0:00,030 | 0:01,570 |
| 8  | 8  | Carlos Pace              | Brabham-Alfa Romeo   | G     | 1:36,660 | 0:00,070 | 0:01,640 |
| 9  | 5  | Mario Andretti           | Lotus-Ford           | G     | 1:36,680 | 0:00,020 | 0:01,660 |
| 10 | 3  | Jody Scheckter           | Tyrrell-Ford         | G     | 1:36,910 | 0:00,230 | 0:01,890 |
| 11 | 34 | Hans-Joachim Stuck       | March-Ford           | G     | 1:36,950 | 0:00,040 | 0:01,930 |
| 12 | 12 | Jochen Mass              | McLaren-Ford         | G     | 1:37,220 | 0:00,270 | 0:02,200 |
| 13 | 4  | Patrick Depailler        | McLaren-Ford         | G     | 1:37,240 | 0:00,020 | 0:02,220 |
| 14 | 7  | Carlos Reutemann         | Brabham-Alfa Romeo   | G     | 1:37,240 | 0:00,000 | 0:02,220 |
| 15 | 19 | Alan Jones               | Surtees-Ford         | G     | 1:37,600 | 0:00,360 | 0:02,580 |
| 16 | 18 | Brett Lunger             | Surtees-Ford         | G     | 1:37,620 | 0:00,020 | 0:02,600 |
| 17 | 30 | Emerson Fittipaldi       | Fittipaldi-Ford      | G     | 1:37,760 | 0:00,140 | 0:02,740 |
| 18 | 17 | Jean-Pierre Jarier       | Shadow-Ford          | G     | 1:37,880 | 0:00,120 | 0:02,860 |
| 19 | 22 | Hans Binder              | Ensign-Ford          | G     | 1:38,360 | 0:00,480 | 0:03,340 |
| 20 | 24 | Harald Ertl              | Hesketh-Ford         | G     | 1:39,090 | 0:00,730 | 0:04,070 |
| 21 | 20 | Arturo Merzario          | Williams-Ford        | G     | 1:39,330 | 0:00,240 | 0:04,310 |
| 22 | 38 | Henri Pescarolo          | Surtees-Ford         | G     | 1:39,840 | 0:00,510 | 0:04,820 |
| 23 | 39 | Alessandro Pesenti-Rossi | Tyrrell-Ford         | G     | 1:40,670 | 0:00,830 | 0:05,650 |
| 24 | 33 | Lella Lombardi           | Brabham-Ford         | G     | 1:42,250 | 0:01,580 | 0:07,230 |
| 25 | 32 | Loris Kessel             | Brabham-Ford         | G     | 1:56,010 | 0:13,760 | 0:20,090 |
| P  | Nr | Kierowca                 | Konstruktor(-silnik) | Opony | Czas     | Odstęp   | Strata   |

### Wyścig
| P                 | Nr | Kierowca | Konstruktor              | Opony              | Okr. | Czas / Strata | Komentarz              |                |
| ----------------- | -- | -------- | ------------------------ | ------------------ | ---- | ------------- | ---------------------- | -------------- |
| 1                 |    | 28       | John Watson              | Penske-Ford        | G    | 54            | 1h30m07s860            |                |
| 2                 |    | 26       | Jacques Laffite          | Ligier-Matra       | G    | 54            | 1h30m18s650(+0:10,790) |                |
| 3                 |    | 6        | Gunnar Nilsson           | Lotus-Ford         | G    | 54            | 1h30m19s840(+0:11,980) |                |
| 4                 |    | 11       | James Hunt               | McLaren-Ford       | G    | 54            | 1h30m20s300(+0:12,440) |                |
| 5                 |    | 5        | Mario Andretti           | Lotus-Ford         | G    | 54            | 1h30m29s350(+0:21,490) |                |
| 6                 |    | 10       | Ronnie Peterson          | March-Ford         | G    | 54            | 1h30m42s200(+0:34,340) |                |
| 7                 |    | 12       | Jochen Mass              | McLaren-Ford       | G    | 54            | 1h31m07s310(+0:59,450) |                |
| 8                 |    | 12       | Harald Ertl              | Hesketh-Ford       | G    | 53            | - 1 okr.               |                |
| 9                 |    | 38       | Henri Pescarolo          | Surtees-Ford       | G    | 52            | - 2 okr.               |                |
| 10                |    | 18       | Brett Lunger             | Surtees-Ford       | G    | 51            | - 3 okr.               | wypadek        |
| 11                |    | 39       | Alessandro Pesenti-Rossi | Tyrrell-Ford       | G    | 51            | - 3 okr.               |                |
| 12                |    | 33       | Lella Lombardi           | Brabham-Ford       | G    | 50            | - 4 okr.               |                |
| Niesklasyfikowani |    |          |                          |                    |      |               |                        |                |
|                   |    | 22       | Hans Binder              | Ensign-Ford        | G    | 47            | - 7 okr.               | przepustnica   |
|                   |    | 32       | Loris Kessel             | Brabham-Ford       | G    | 44            | - 10 okr.              |                |
|                   |    | 9        | Vittorio Brambilla       | March-Ford         | G    | 43            | - 11 okr.              | kolizja        |
|                   |    | 30       | Emerson Fittipaldi       | Fittipaldi-Ford    | G    | 43            | - 11 okr.              | kolizja        |
|                   |    | 8        | Carlos Pace              | Brabham-Alfa Romeo | G    | 40            | - 14 okr.              | wypadek        |
|                   |    | 17       | Jean-Pierre Jarier       | Shadow-Ford        | G    | 40            | - 14 okr.              | pompa paliwowa |
|                   |    | 19       | Alan Jones               | Surtees-Ford       | G    | 30            | - 24 okr.              | wypadek        |
|                   |    | 34       | Hans-Joachim Stuck       | March-Ford         | G    | 26            | - 28 okr.              | układ paliwowy |
|                   |    | 4        | Patrick Depailler        | Tyrrell-Ford       | G    | 24            | - 30 okr.              | zawieszenie    |
|                   |    | 20       | Arturo Merzario          | Williams-Ford      | G    | 17            | - 37 okr.              | wypadek        |
|                   |    | 16       | Tom Pryce                | Shadow-Ford        | G    | 14            | - 40 okr.              | hamulce        |
|                   |    | 3        | Jody Scheckter           | Tyrrell-Ford       | G    | 14            | - 40 okr.              | wypadek        |
|                   |    | 7        | Carlos Reutemann         | Brabham-Alfa Romeo | G    | 0             | - 54 okr.              | sprzęgło       |
| P                 | Nr | Kierowca | Konstruktor              | Opony              | Okr. | Czas / Strata | Komentarz              |                |

### Najszybsze okrążenie
| Nr | Kierowca   | Konstruktor  | Opony | Czas     | Okr. |
| -- | ---------- | ------------ | ----- | -------- | ---- |
| 11 | James Hunt | McLaren-Ford | G     | 1:35,910 |      |